# Nubes de ketchup
Nubes de Kétchup es una novela juvenil de 2012 escrita por Annabel Pitcher. Cuenta la historia de una chica de unos 15 años que tiene un oscuro secreto que le da miedo confesar a alguien que no sea su amigo de correspondencia, un asesino en el corredor de la muerte. Ganó el Waterstone's Children's Book Prize.

## Sinopsis
Nubes de Kétchup está escrito en una serie de cartas de "Zoe", su alias elegido, que vive en una carretera ficticia en Inglaterra para Mr. S Harris, un criminal en el corredor de la muerte en América. Zoe inicialmente empieza escribiendo a Mr. Harris específicamente porque ella cree que deben compartir la misma culpa ya que, desde su punto de vista, ambos han asesinado a una persona a la que aman. 
Los eventos que llevan al crimen de Zoe comienzan sobre el final del trimestre anterior a las vacaciones de verano. Después de que su padre recibiera noticias de que su abuelo está enfermo, la tensión en su casa empieza a aumentar. Por razones desconocidas para Zoe, su madre parece resentir de su abuelo y alude a la idea de que él es la razón por la que su hermana, Dot, acabó enferma y actualmente es sorda como resultado. Zoe no puede decir mucho para entender el resentimiento de su madre hacia él mientras que ella, Dot y su otra hermana, Soph no le han visto en años. A pesar de ello, la única misión de Zoe es llegar a la fiesta de fin de curso de Max Morgan. 
En la fiesta ella conoce a un 'chico [...] ojos marrones [y] pelo rubio despeinado' con quien ella cree que tiene química y en la cual mantiene relaciones sexuales con Max Morgan y más tarde, una relación. Ella pronto se da cuenta de que el chico de ojos marrones, Aaron, es el hermano de Max y desconocido para Max, todavía hay sentimientos entre ellos. Es el accidente que sigue después de que Max descubra a Zoe y Aaron juntos que la llevan a identificarse tanto con Mr Harris como asesino y su infiel esposa a la cual ella llama "mujer escarlata" y cree que se merecía su muerte.